# Ehemaliges Rathaus und Schule (Niederroßbach)

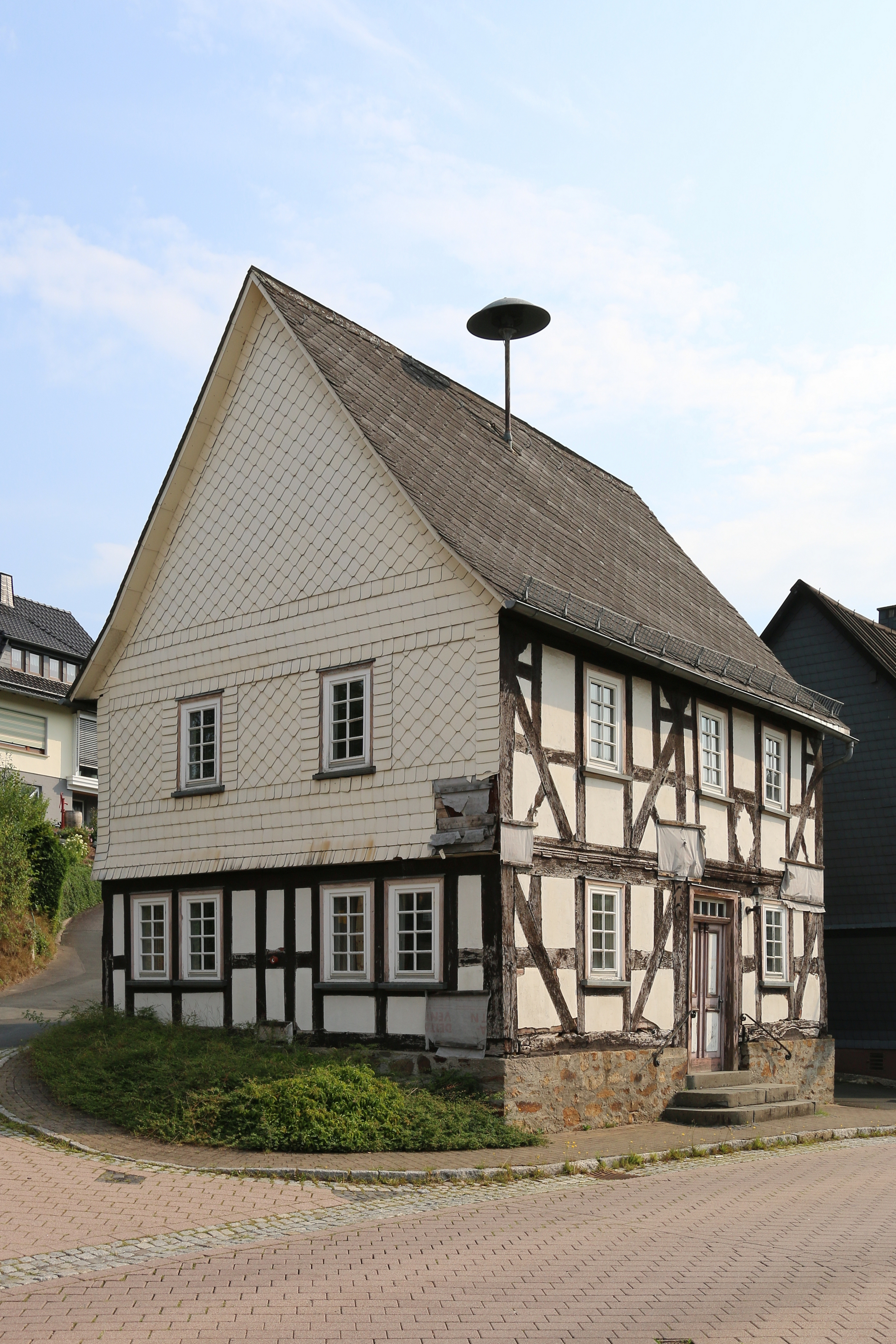
Ehemaliges Rathaus und Schule in Niederroßbach (2015)

Das Kulturdenkmal Ehemaliges Rathaus und Schule, befindet sich in Niederroßbach dem kleinsten Stadtteil von Haiger im Lahn-Dill-Kreis in Hessen. Es ist ein ehemaliges Rathaus der selbständigen Gemeinde Roßbachtal, die am 1. Januar 1977 kraft Landesgesetz in die Stadt Haiger eingegliedert wurde.
Der Fachwerkbau wurde als Kulturdenkmal durch das Landesamt für Denkmalpflege Hessen aus geschichtlichen und städtebaulichen Gründen in das Denkmalverzeichnis des Landes Hessen mit der Nummer 132882 eingetragen.

## Beschreibung
Das zweigeschossige Fachwerkhaus wurde im Jahr 1770 in seiner heutigen Form über einem Bruchsteinsockel und mit durchgehenden Ständern in den Obergeschossen errichtet. Es befindet sich im Ortszentrum von Niederroßbach an der Straßengabelung der Grundstraße unter der Hausnummer 9 in der Nähe der evangelischen Kirche und wurde neben der Nutzung als Rathaus als örtliches Schulgebäude verwendet. Beim Ausweis als Kulturdenkmal wurde ein vollständig erhaltenes Fachwerkgefüge mit Zierformen sowie mehrere erhaltene Inschriften nachgewiesen.